# Campionati mondiali di winter triathlon
I campionati mondiali di winter triathlon sono la più importante competizione internazionale di winter triathlon.
A cadenza annuale sono organizzati dalla World Triathlon, a partire dal 1997.
Dal 2002 alla prova individuale è stata aggiunta la gara a staffette, dapprima maschili e femminili, dal 2012 convertite in staffette miste.
Oltre alle rappresentative nazionali che concorrono per titoli nelle massime categorie Elite / U-23 / Juniores, all'evento possono partecipare atleti amatori suddivisi in categorie per fasce d'età, denominate "age groups".

## Albo d'oro

### Uomini
| Edizione | Anno | Oro                      | Argento              | Bronzo                |
| -------- | ---- | ------------------------ | -------------------- | --------------------- |
| I        | 1997 | Paolo Riva               | Mathias Holzner      | Bård Jørgen Elden     |
| II       | 1998 | Paolo Riva (2)           | Philippe Lie         | Othmar Brügger        |
| III      | 1999 | Nicolas Lebrun           | Paolo Riva           | Zibi Szlufcik         |
| IV       | 2000 | Nicolas Lebrun (2)       | Christoph Mauch      | Juan Carlos Apilluelo |
| V        | 2001 | Zibi Szlufcik            | Martin Lang          | Christoph Mauch       |
| VI       | 2002 | Marc Ruhe                | Christoph Mauch      | Benjamin Sonntag      |
| VII      | 2003 | Benjamin Sonntag         | Christoph Mauch      | Falk Göpfert          |
| VIII     | 2004 | Siegfried Bauer          | Othmar Brügger       | Petter Jørgensen      |
| IX       | 2005 | Siegfried Bauer (2)      | Stefan Frank         | Thomas Schrenk        |
| X        | 2006 | Benjamin Sonntag (2)     | Alf Roger Holme      | Arne Post             |
| XI       | 2007 | Arne Post                | Siegfried Bauer      | Nicolas Lebrun        |
| XII      | 2008 | Arne Post (2)            | Nicolas Lebrun       | Andreas Svanebo       |
| XIII     | 2009 | Tor Halvor Bjørnstad     | Arne Post            | Daniel Antonioli      |
| XIV      | 2010 | Andreas Svanebo          | Tor Halvor Bjørnstad | Pavel Andreev         |
| XV       | 2011 | Pavel Andreev            | Arne Post            | Andreas Svanebo       |
| XVI      | 2012 | Pavel Andreev (2)        | Daniel Antonioli     | Andreas Svanebo       |
| XVII     | 2013 | Pavel Andreev (3)        | Daniel Antonioli     | Evgenij Kirillov      |
| XVIII    | 2014 | Pavel Andreev (4)        | Daniel Antonioli     | Dmitriy Bregeda       |
| XIX      | 2015 | nd                       | nd                   | nd                    |
| XX       | 2016 | Pavel Andreev (5)        | Evgeny Kirillov      | Giuseppe Lamastra     |
| XXI      | 2018 | Pavel Andreev (6)        | Pavel Yakimov        | Marek Rauchfuss       |
| XXII     | 2019 | Pavel Andreev (7)        | Dmitriy Bregeda      | Marek Rauchfuss       |
| XXIII    | 2020 | Pavel Andreev (8)        | Marek Rauchfuss      | Dmitriy Bregeda       |
| XXIV     | 2021 | Hans Christian Tungesvik | Pavel Andreev        | Giuseppe Lamastra     |
| XXV      | 2022 | Franco Pesavento         | Marek Rauchfuss      | Evgenii Uliashev      |

### Donne
| Edizione | Anno | Oro                   | Argento             | Bronzo              |
| -------- | ---- | --------------------- | ------------------- | ------------------- |
| I        | 1997 | Maria Canins          | Karin Möbes         | Katinka Wiltenburg  |
| II       | 1998 | Karin Möbes           | Sigrid Lang         | Lucia Bianchetti    |
| III      | 1999 | Maria Canins (2)      | Karin Möbes         | Marianne Vlasveld   |
| IV       | 2000 | Karin Möbes (2)       | Gabi Pauli          | Sigrid Lang         |
| V        | 2001 | Sigrid Lang           | Karin Möbes         | Marianne Vlasveld   |
| VI       | 2002 | Marianne Vlasveld     | Sigrid Lang         | Gabi Pauli          |
| VII      | 2003 | Marianne Vlasveld (2) | Sigrid Lang         | Jutta Schubert      |
| VIII     | 2004 | Sigrid Lang (2)       | Marianne Vlasveld   | Karin Möbes         |
| IX       | 2005 | Sigrid Lang (3)       | Marianne Vlasveld   | Maria Kalnes        |
| X        | 2006 | Sigrid Lang (4)       | Eva Nyström         | Gabi Pauli          |
| XI       | 2007 | Sigrid Lang (5)       | Carina Wasle        | Michela Benzoni     |
| XII      | 2008 | Sigrid Lang (6)       | Anke Kullmann       | Carina Wasle        |
| XIII     | 2009 | Carina Wasle          | Hanne Trønnes       | Rebecca Dussault    |
| XIV      | 2010 | Rebecca Dussault      | Tatania Charochkina | Hanne Trønnes       |
| XV       | 2011 | Borghild Løvset       | Sarka Grabmullerova | Maija Oravamäki     |
| XVI      | 2012 | Helena Erbenová       | Maija Oravamäki     | Borghild Løvset     |
| XVII     | 2013 | Helena Erbenová (2)   | Elisabeth Sveum     | Sarka Grabmullerova |
| XVIII    | 2014 | Borghild Løvset (2)   | Olga Parfinenko     | Sarka Grabmullerova |
| XIX      | 2015 | nd                    | nd                  | nd                  |
| XX       | 2016 | Yulia Surikova        | Olga Parfinenko     | Romana Slavinec     |
| XXI      | 2018 | Yulia Surikova (2)    | Helena Erbenová     | Romana Slavinec     |
| XXII     | 2019 | Daria Rogozina        | Yulia Surikova      | Romana Slavinec     |
| XXIII    | 2020 | Daria Rogozina (2)    | Anna Medvedeva      | Yulia Surikova      |
| XXIV     | 2021 | Sandra Mairhofer      | Romana Slavinec     | Anna Medvedeva      |
| XXV      | 2022 | Daria Rogozina        | Sandra Mairhofer    | Elisabeth Sveum     |

## Medagliere
| Pos. | Paese         | Oro | Argento | Bronzo |    |
| ---- | ------------- | --- | ------- | ------ | -- |
| 1    | Russia        | 12  | 9       | 6      | 27 |
| 2    | Germania      | 9   | 8       | 8      | 25 |
| 3    | Norvegia      | 6   | 6       | 6      | 18 |
| 4    | Italia        | 6   | 5       | 5      | 16 |
| 5    | Austria       | 3   | 3       | 4      | 10 |
| 6    | Svizzera      | 2   | 7       | 3      | 12 |
| 7    | Rep. Ceca     | 2   | 3       | 4      | 9  |
| 8    | Paesi Bassi   | 2   | 2       | 3      | 7  |
| 9    | Francia       | 2   | 2       | 1      | 5  |
| 10   | Svezia        | 1   | 1       | 3      | 5  |
| 11   | Stati Uniti   | 1   | 0       | 1      | 2  |
| 12   | Liechtenstein | 1   | 0       | 0      | 1  |
| 13   | Finlandia     | 0   | 1       | 1      | 2  |
| 14   | Spagna        | 0   | 0       | 1      | 1  |

## Edizioni
| Ed.   | Anno | Sede                | Nazione    |
| ----- | ---- | ------------------- | ---------- |
| I     | 1997 | Malles Venosta      | Italia     |
| II    | 1998 | Les Menuires        | Francia    |
| III   | 1999 | Bardonecchia        | Italia     |
| IV    | 2000 | Jaca                | Spagna     |
| V     | 2001 | Lenzerheide         | Svizzera   |
| VI    | 2002 | Brusson             | Italia     |
| VII   | 2003 | Oberstaufen         | Germania   |
| VIII  | 2004 | Wildhaus            | Svizzera   |
| IX    | 2005 | Štrbské Pleso       | Slovacchia |
| X     | 2006 | Sjusjøen            | Norvegia   |
| XI    | 2007 | Saint-Oyen          | Italia     |
| XII   | 2008 | Freudenstadt        | Germania   |
| XIII  | 2009 | Gaishorn am See     | Austria    |
| XIV   | 2010 | Eidsvoll            | Norvegia   |
| XV    | 2011 | Jämijärvi           | Finlandia  |
| XVI   | 2012 | Jämijärvi           | Finlandia  |
| XVII  | 2013 | Cogne               | Italia     |
| XVIII | 2014 | Cogne               | Italia     |
| XIX   | 2015 | nd                  | nd         |
| XX    | 2016 | Zeltweg             | Austria    |
| XXI   | 2018 | Cheile Gradistei    | Romania    |
| XXII  | 2019 | Asiago              | Italia     |
| XXIII | 2020 | Asiago              | Italia     |
| XXIV  | 2021 | Sant Julià de Lòria | Andorra    |
| XXV   | 2022 | Sant Julià de Lòria | Andorra    |